# Dilys Laye
Dilys Laye, született Dilys Lay (Muswell Hill, London, Egyesült Királyság, 1934. március 11. – London, 2009. február 13.) brit (angol) színpadi és filmszínésznő, táncosnő, énekesnő, komika. A Folytassa-vígjátéksorozatban alakított szerepei mellett számos mozifilmben és televíziós sorozatban megjelent. Ismert továbbá színpadi szerepeiről is, zenés revüműsorokból, musicalekből és klasszikus drámai színpadi alakításairól.

## Élete

### Pályakezdése
Edward Lay zenész és his Margaret Hewitt lányaként született Londonban.
Dilys nyolcéves volt, amikor apja elhagyta a családot.
 
A második világháború alatt bátyjával együtt Devonba költöztették a bombázások elől. Itt nagyon rossz soruk volt, és fizikai abúzusoknak is ki voltak téve. Hazatérve anyja segítette tanulását.
Middlesexben, a St Dominic College-ba járt, és színészi tanulmányokat folytatott az Aida Foster színiiskolában. 
1948-ban, tizennégy éves korában nadrágszerepben (fiúszerepben) debütált boy a Burning Bush című színdarabban, a New Lindsey Theatre színházban. 1949-ben kapta első filmszerepét a Trottie True című filmben, a főszereplő Jean Kent tizenéves korú énjét alakította.

### Színésznői pályája
1950-ben a londoni West End revüiben rendszeresen fellépett. 1954-ben a New York-i Broadway Theater-ben vezető táncos szerepet kapott a Boy Friend című musical-ben a vele egyidős Julie Andrews mellett. Az amerikai turné alatt Andrews-szal együtt lakott Manhattan-ben.
1957-től kapott rendszeres filmszerepeket. A Blue Murder at St Trinian’s-ban iskoláslányt játszott, a Doctor at Large-ban démoni nőt, aki Dirk Bogarde-ot akarja elcsábítani. 1959-ben az Ellopták a hangomat című Norman Wisdom-vígjátékban is játszott.
1962-ban a Folytassa a hajózást!-ban megkapta első szerepét a Gerald Thomas rendezte Folytassa-sorozatban, Joan Sims helyét kapta meg, aki egészségi okból kivált a forgatásból. Laye és társnője, Liz Fraser két, férjre vadászó szingli nőt alakított, és igen hangsúlyosan dominálták a film összes történéseit. 1964-ben a Folytassa a kémkedést! c. James Bond-paródiában ismét megjelent. 1967-ben a Folytassa, doktor!-ban kórházi pácienst alakított, akinek Bernard Bresslaw udvarol. Utolsó sorozatbeli szerepét az 1969-es Folytassa a kempingezést!-ben alakította. 1965–66-ban barátnőjével, Sheila Hancockkal együtt szerepelt a The Bed-Sit Girl szappanoperában, és a West End színpadain is, a Say Who You Are darabban.
1981-ben íróként és szereplőként közreműködött az ITV Chintz című vigjáték-sorozatában. Az 1980-as évek közepétől kezdve a Royal Shakespeare Company társulatában játszott komoly drámai szerepeket, így a dudust a Rómeó és Júliában, Mariát a Vízkereszt-ben, az első boszorkányt a Macbeth-ben, Glindát és Emmi nénit az Óz, a csodák csodája színpadi adaptációjában. Később is visszatért a Royal Shakespeare Companyhez, 2001-ben A titkos kert Adrian Noble által rendezett musical változatában Mrs Medlockot játszotta.
Az 1990-es évek elején Az operaház fantomja és A 42. utca foglya musicalek szereplőjeként országos turnéra indult. Az 1990-es években ismét számos West End-i musicalben játszott (Nine, Into the Woods, Donmar Warehouse), és 2002-ben Mrs Pearce szerepében a Trevor Nunn által rendezett My Fair Lady-ben, a Drury Lane-i Theatre Royal-ban. 2003-ban játszott a Playhouse Theatre-ben a Christopher Hampton által rendezett Veszedelmes viszonyok-ban, mint Madame de Rosemond. Ezért az alakításáért megkapta a Clarence Derwent-díjat. 2005-ben Roald Dahl: Boszorkányok című színművével járt országot, a nagymama szerepét vitte.
2006-ban utoljára lépett színpadra, a Royal Shakespeare Company társulatának Nicholas Nickleby-előadásán, a chichesteri Fesztivál Színházban, három szerepet alakítva (Miss La Creevy, Mrs Gudden, Peg Sliderskew). A próbák idején tüdőrákot diagnosztizáltak nála. Betegségét ameddig lehetett, eltitkolta a társulat elől, de amikor a produkciót Londonban folytatták, ő már nem vehetett részt benne. 74 éves korában hunyt el tüdőrák következtében. Még megérte fiának esküvőjét.

### Magánélete
1957-től rövid ideig Frank Maher dublőr felesége volt, de elváltak. 1963-ban Garfield Morgan színészhez ment feleségül, ez a házasság is válással végződött. 1972-ben Alan Downer dramaturghoz ment feleségül, aki a Coronation Street és Emmerdale Farm tévésorozatokhoz és a Waggoner’s Walk rádiós sorozathoz írt szövegkönyveket. Egy fiuk született, Andrew Downer, aki később színészügynök lett. A harmadik férj, Alan Downer 1995-ben elhunyt.

## Főbb filmszerepei
- 1949: Trottie True, a gyermek Trottie
- 1959: Felfelé és lefelé (Upstairs and Downstairs), lány az ügynökségtől
- 1959: Ellopták a hangomat (Follow a Star), kutyás lány
- 1959: Tessék lapozni (Please Turn Over), Millicent Jones
- 1962: Folytassa a hajózást! (Carry on Cruising), Florence „Flo” Castle
- 1962: Én és a gengszter (On the Beat), amerikai hölgy
- 1964: Folytassa a kémkedést! (Carry on Spying), Lila (énekel is, „Too Late” / „The Magic of Love”)
- 1965: The Bed-Sit Girl, tévésorozat, Dilys
- 1967: A hongkongi grófnő (A Countess from Hong Kong), eladónő
- 1967: Folytassa, doktor! (Carry On Doctor), Mavis Winkle
- 1969: Folytassa a kempingezést! (Carry On Camping), Anthea Meeks
- 1981: Chintz, tévésorozat, Dottie Nelson (íróként is)
- 1983: A Hold vizei (Waters of the Moon), tévéfilm, Mrs. Daly
- 1995: Meghasadt dallamok (Voices), Mrs. Heseltine
- 1994–1995: EastEnders, tévésorozat, Maxine / Maxine Palmer
- 1999: Alice csodaországban (Alice in Wonderland), tévéfilm, nevelőnő
- 1999: Lucy Sullivan férjhez megy (Lucy Sullivan Is Getting Married), tévésorozat, Meradia mamája
- 2000–2001: Coronation Street, tévésorozat, Isabel Stephens
- 2000–2002: Holby Városi Kórház (Holby City), tévésorozat, Eloise Sanderson / Maureen Newton
- 2002: Kisvárosi gyilkosságok (Midsomer Murders), tévésorozat, Egy olvasókör titka epizód, Vera Hopkins
- 2006: A csodálatos Mrs. Pritchard (The Amazing Mrs Pritchard), tévésorozat, II. Erzsébet királynő
- 2001–2007: Doktorok (Doctors), tévésorozat, Gwendolyn Harrington / Aunt Patricia / Constance

## További információ
- Dilys Laye a PORT.hu-n (magyarul)
- Dilys Laye az Internetes Szinkronadatbázisban (magyarul)
- Dilys Laye az Internet Movie Database-ben (angolul)
- Dilys Laye a Rotten Tomatoeson (angolul)
- Dilys Laye az AlloCiné weboldalán (franciául)
- Dilys Laye Profile. Famousfix.com. (Hozzáférés: 2023. január 18.)
- ↑ AndrewRoss:  Andrew Ross. Carry On Actors: The Complete Who’s Who of the Film Series (angol nyelven). Fantom Publishing (2015). ISBN 1-906358-95-8